# Skupina Martijanec-Kaptol
Skupina Martijanec-Kaptol je željeznodobna kulturna skupina.
Skupina Martijanec-Kaptol, koja je graničila s skupinom Dalj, obuhvaćala je prostor sjeverozapadne Hrvatske te je kao nasljednica kasnobrončane kulture polja sa žarama nastavila tradiciju spaljivanja pokojnika, što se odrazilo i na izradi žara ili urni u kojima su ostaci pokapani (iznimni primjerici ukrašeni životinjskim ručkama i urezanom dekoracijom).
Sjeverozapadna Hrvatska i srednja Slavonija pripadaju istočnomu halštatskom krugu (Martijanec, Jalžabet, Turčišće–Dvorišće u Međimurju te Kaptol u Slavoniji). Skupina Martijanec-Kaptol kao kulturna skupina srednje Slavonije, Podravine i Međimurja čvrsto je povezane s halštatskim kulturama Austrije, zapadne Mađarske i jugozapadne Slovačke, ali nisu zanemarivi ni utjecaji središnjega balkanskog prostora, a preko njega i grčke kulture (kacige i knemide iz groba u Kaptolu).